# Nanmoku
Nanmoku (南牧村 Nanmoku-mura?) es una villa en la prefectura de Gunma, Japón, localizada en la parte central de la isla de Honshū, en la región de Kantō. El 1 de marzo de 2021 tenía una población estimada de 1566 habitantes y una densidad de población de 13 personas por km².

## Geografía
Nanmoku se encuentra en el suroeste de la prefectura de Gunma y limita con la prefectura de Nagano al oeste. Parte de la villa se encuentra dentro de los límites del parque cuasi nacional Myōgi-Arafune-Saku Kōgen. Limita con los pueblos de Shimonita, Kanna y la villa de Ueno, así como con Saku y Sakuho en la prefectura de Nagano.

## Historia
Durante el período Edo, el área de la Shimonita actual era en gran parte parte del territorio tenryō controlado directamente por el shogunato Tokugawa dentro de la provincia de Kōzuke. La villa de Nanmoku fue creada el 15 de marzo de 1955 por la fusión de Iwado, Tsukigata y Ozawa.

## Economía
La economía de Nanmoku depende en gran medida de la agricultura.

## Demografía
Según los datos del censo japonés, la población de Nanmoku ha disminuido constantemente, desde su pico alrededor de 1950, en los últimos 70 años.
En 2023, el 67.5% de su población tiene 65 años o más, convirtiendo a Nanmoku en la ciudad con la población más envejecida de Japón.
| Año  | Población |
| ---- | --------- |
| 1920 | 9.325     |
| 1930 | 9.893     |
| 1940 | 9.632     |
| 1950 | 10.892    |
| 1960 | 9.602     |
| 1970 | 7.671     |
| 1980 | 5.893     |
| 1990 | 4.387     |
| 2000 | 3.340     |
| 2010 | 2.423     |
| 2020 | 1.611     |

| Gráfica de evolución demográfica de Nanmoku entre 1940 y 2020 |
|                                                               |
| Oficina de Estadística de Japón                               |